# Speech & Debate
Speech & Debate es una comedia dramática estadounidense de 2017.

## Sinopsis
La película cuenta con tres estudiantes inadaptados en la escuela secundaria que se sienten frustrados con la hipocresía que ven en sus padres y el personal escolar. Juntos, tratan de revivir un club de debate de la escuela extintos para hacer frente a la situación en que se encuentran.

## Reparto
- Liam James ... Solomon
- Sarah Steele ... Diwata
- Austin McKenzie ... Howie
- Roger Bart ... Diretor Bellingham
- Janeane Garofalo ... Marie
- Wendi McLendon-Covey ... Joan
- Kal Penn ... James
- Kimberly Williams-Paisley ... Susan
- Skylar Astin ... Walter Healy
- Lin-Manuel Miranda ... The Genie
- Ryan Lee ... Mark
- Lucy DeVito ... Lucy
- Sarah Baker ... Sra. Riggi
- Lester Speight ... Scary Bouncer
- Jeremy Rowley ... Gary Crenshaw

## Producción
Las grabaciones comenzaron el 8 de agosto de 2015, en Jackson (Misisipi). La película es una adaptación de la obra de teatro del mismo nombre de Broadway.